# Banjarnegeri
Banjarnegeri is een bestuurslaag in het regentschap Lampung Selatan van de provincie Lampung, Indonesië. Banjarnegeri telt 4669 inwoners (volkstelling 2010).